# Hyalochlamys
Hyalochlamys es un género monotípico de plantas con flores perteneciente a la familia de las asteráceas. Su única especie: Hyalochlamys globifera, es originaria de Australia.

## Descripción
Es una hierba anual postrada que alcanza un tamaño de 0,03 m de altura. Las flores son de color amarillo, floreciendo de agosto a noviembre en suelos de arena, arcilla arenosa, salinas, márgenes de lagos salados y afloramientos de granito en Australia Occidental.

## Taxonomía
Hyalochlamys globifera fue descrita por  Asa Gray   y publicado en Hooker's J. Bot. Kew Gard. Misc. 3: 101. 1851
Sinonimia
- Angianthus globifer (A.Gray) Benth. basónimo[4]
- Styloncerus globifera orth. var. A.D.Chapm.
- Styloncerus globifer (A.Gray) Kuntze[5]